# Julio Valentín González
Julio Valentín González Ferreira (Asunción, 26 de agosto de 1981) es un futbolista paraguayo retirado que jugó como delantero. 
González Ferreira jugó con la selección de fútbol de Paraguay en los Juegos Olímpicos de 2004 en Atenas, obteniendo junto a su equipo nacional una medalla de plata. También compitió con el equipo en la Copa América 2004.

## Carrera deportiva
González Ferreira, el máximo goleador del club Vicenza Virtus de la Serie B italiana en diciembre de 2005, debía representar a su país en la próxima Copa Mundial de la FIFA 2006 en Alemania. Sin embargo, el 22 de diciembre de 2005, estuvo involucrado en un accidente automovilístico cuando iba al aeropuerto de Venecia para tomar un vuelo durante las vacaciones. Después de una larga hospitalización, el 17 de enero de 2006, González finalmente sufrió la amputación de su brazo izquierdo. El evento fue una noticia importante e inmediatamente obtuvo del apoyo de todo el mundo del deporte, incluida una visita de Alex Zanardi. 
González se sometió a un largo período de rehabilitación, siempre considerando un regreso al fútbol activo. El jugador fue confirmado por contrato con Vicenza para la temporada 2006-07 a pesar de su discapacidad y luego fue galardonado con el Premio Giacinto Facchetti por el diario deportivo italiano La Gazzetta dello Sport.
En julio de 2007, González regresó a Paraguay y comenzó a entrenar con el Tacuary Football Club, donde juega su hermano menor (Celso). Unos días después, confirmó en una entrevista a La Gazzetta dello Sport que también servirá como reclutador local para su antiguo equipo, el Vicenza. 
González finalmente logró regresar el 18 de noviembre de 2007, jugando con el Tacuary en un partido de la Primera División de Paraguay contra el reconocido Club Olimpia. Jugó durante 57 minutos. Las noticias también obtuvieron una gran exposición en los medios de comunicación en Italia.   
En 2008, González jugó para el Club Presidente Hayes. Más tarde ese año, González se hizo cargo de Inter Campus, una academia juvenil del Inter de Milán con sede en Paraguay.